# Slag om Martorell (1114)
De Slag om Martorell was een veldslag in 1114 die plaats vond in de Martorell-kloof tussen de Catalaanse graafschappen Barcelona, Urgell en Cerdanya tegen de Almoraviden.

## Achtergrond
Eenmaal bevrijd van de aanwezigheid van Rodrigo Díaz de Vivar (El Cid) in Valencia, konden de Almoraviden campagnes beginnen richting de Catalaanse graafschappen Barcelona en Urgell en het koninkrijk Aragon.
Afkomstig uit Valencia en onder bevel van Mohammed ben Aïcha met versterkingen van Mohammed ben el-Hadj, gouverneur van Zaragoza, waren ze in 1114 via Lleida, La Seu d'Urgell en Segarra de vlakte van Barcelona binnengekomen.
Ondertussen landden de Almoraviden van de Balearen in de rivier Besós om Barcelona aan te vallen, en vernietigde Sant Adrià de Besòs en Sant Andrés de Palomar.

## Het gevecht
Martorell werd geëvacueerd terwijl graaf Ramón Berenguer III en de graafschappen Urgel en Cerdanya tegenover de Almoraviden stonden, die werden teruggeslagen en achtervolgd tot langs de kust naar Salou.

## Gevolgen
De Catalanen begonnen in 1116 de aanvallen op Balaguer en Lleida.